# Dieter Schlesak
Dieter Schlesak (* 7. August 1934 in Sighișoara, Rumänien; † 29. März 2019 in Camaiore, Italien) war ein deutscher Schriftsteller.

## Leben

### Werdegang
Nach dem Abitur unterrichtete Dieter Schlesak zwei Jahre an der Volksschule in Denndorf. Von 1954 bis 1959 studierte er Germanistik an der Universität Bukarest. Anschließend war er bis 1969 als Redakteur der Bukarester Zeitschrift Neue Literatur und als Autor und Übersetzer tätig.
1968, zu Beginn der „kleinen Tauwetterperiode“ in der Sozialistischen Republik Rumänien, trat Schlesak in die Rumänische Kommunistische Partei ein. 1969 kehrte er von einer Reise in die Bundesrepublik Deutschland nicht mehr nach Rumänien zurück und lebte seither als freier Schriftsteller abwechselnd in Stuttgart und Camaiore/Italien, wo er im März 2019 im Alter von 84 Jahren starb.
Schlesak verfasste Lyrik, Essays, Romane und war als Herausgeber und Übersetzer tätig. Er war u. a. Mitglied des PEN-Zentrums Deutschland, des P.E.N.-Zentrums deutschsprachiger Autoren im Ausland.

### Verstrickungen mit dem rumänischen Geheimdienst
In den Akten des rumänischen Geheimdienstes Securitate wurde Schlesak auf etwa 70 handschriftlich verfassten Seiten als Inoffizieller Mitarbeiter unter dem Decknamen „Ehrlich“ geführt. Schlesak bestritt, für den Geheimdienst tätig gewesen zu sein, wies auf Widersprüche in den Akten hin und bezeichnete die Aufzeichnungen als Fälschungen. Stefan Sienerth, Direktor am Institut für deutsche Kultur und Geschichte Südosteuropas an der LMU München, hielt eine Fälschung der gesamten Securitate-Akte Schlesaks für unwahrscheinlich.
2010 stieß Schlesak beim Studium seiner Akte auf Spitzelberichte seiner Freunde und Bekannten über ihn, darunter auch Oskar Pastior. In seinen weiteren Publikationen beschuldigte Schlesak weitere Schriftsteller- und Journalistenkollegen der Bespitzelung, so Dieter Roth, damals Lektor beim Bukarester Jugendverlag, Anna Bretz, damals Redakteurin der Bukarester Monatsschrift Volk und Kultur, den Literaturhistoriker Heinz Stănescu, Alfred Kittner und seinen ehemaligen Redaktionskollegen Claus Stephani.
Schlesak erhob unter anderem den Vorwurf, Pastior habe den Selbstmord des Dichters Georg Hoprich verschuldet. Der Literaturkritiker Ernest Wichner hielt dem entgegen, Schlesak könne als Grundlage für diesen Vorwurf „lediglich ein Gespräch mit Hans Bergel als Quelle angeben, eine vom Hörensagen je nach Bedarf so oder anders zu interpretierende Biertischsaga.“
2012 stellte Schlesak ein Manuskript mit dem Titel Die Hölle des Verrats. Der rumänische Geheimdienst, Augenzeugenberichte, Dokumente, eigene Erfahrungen fertig, in dem er Verstrickungen und Verletzungen verarbeitete. Das Manuskript blieb bisher unveröffentlicht.
Lutz Rathenow sieht in der rumäniendeutschen Debatte über die Securitate-Vergangenheit eine „Mischung aus Aufklärungsversuch und Desinformationseifer.“ „Da wünschte man sich schon deutsche Verhältnisse und Sachgutachten einer halbwegs verlässlich arbeitenden Behörde. Und wir ahnen erst einmal, wie richtig der deutsche Weg war, die Akteneinsicht nicht in dieser Art der Privatisierung versacken zu lassen.“

## Bewertung
Für eine 1963 in der Neuen Literatur veröffentlichte Gedichtmontage, darunter „Das Sonnenschiff“, habe sich Schlesak nach Ansicht des reformierten Geistlichen Gerd Zikeli „den Musenkuss“ von Ingeborg Bachmanns „Die große Fracht“ geholt. Der Schriftsteller Ingmar Brantsch war der Meinung, Schlesak habe Ingeborg Bachmann „kommunistisch veredelt“.
2006 erschien Schlesaks Dokumentarroman Capesius. Der Auschwitzapotheker – eine komplexe Collage aus Erzählung, Dokumentation und Rückblende, wie es im Klappentext heißt. Die Rezeption des zeitgeschichtlichen Zeugnisses war sehr unterschiedlich; einerseits brachte ihm das Buch viel Lob und Anerkennung,; es wurde in zehn Sprachen übersetzt, zuletzt ins Englische und Spanische, anderseits jedoch stieß das Buch besonders bei siebenbürgisch-sächsischen Landsleuten, die ihn teilweise als „Nestbeschmutzer“ bezeichneten, auf Ablehnung.
Claus Stephani erhob Plagiatsvorwürfe gegen Schlesak: Er habe auf den Seiten 339/40 ohne Verweis aus Werken Stephanis zitiert, so aus Schmerz bis in den Tod. Ein Lebensbericht, Neue Literatur (Bukarest) 3/7, Juli 1984, S. 43–47. Auch im Roman Vaterlandstage habe Schlesak auf den Seiten 127 ff. aus Stephanis Oral-History-Bänden Oben im Wassertal (Bukarest 1970) und Erfragte Wege (Bukarest 1975) abgeschrieben.

## Auszeichnungen (Auswahl)
- 1980: Andreas-Gryphius-Förderpreis
- 1982: Jahresstipendium des Deutschen Literaturfonds
- 1987: Jahresstipendium des Deutschen Literaturfonds
- 1988: Stipendium des Ministeriums für Wissenschaft und Kunst von Baden-Württemberg
- 1989: Schubart-Literaturpreis
- 1991: Förderstipendium der Akademie Schloss Solitude, Stuttgart
- 1993: Nikolaus-Lenau-Preis der Internationalen Lenau-Gesellschaft für die Lyrik
- 1994: Hauptpreis des Ostdeutschen Kulturrates für die Prosa
- 2001: Dr. Manfred Jahrmarkt-Ehrengabe der Deutschen Schillerstiftung für das Gesamtwerk
- 2005: Dr. h. c. der Universität Bukarest
- 2006: Premio Umberto Saba, Trieste
- 2007: Maria-Ensle-Preis der Kunststiftung Baden-Württemberg
- 2014: Astrolabio Pisa, Erster Preis für La luce dell’anima. Zeit Los brennt dieses Licht hier, das in Zusammenarbeit mit der italienischen Lyrikerin Vivetta Valacca entstand[23]

## Veröffentlichungen (Auswahl)

### Prosa
- Vaterlandstage und Die Kunst des Verschwindens. Roman. Benziger Verlag, Zürich 1986, ISBN 3-545-36435-6.
- Der Verweser. Roman. Allitera-Verlag, München 2002, ISBN 3-935877-66-8.
- Romans Netz. Ein Liebesroman. Die erotische Bibliothek. Edition Köln, Köln 2004, ISBN 3-936791-10-4.
- Capesius, der Auschwitzapotheker. Roman. Dietz Verlag, Bonn 2006, ISBN 3-8012-0369-7.[Anmerkung 1]
- Vlad. Die Dracula-Korrektur. Roman. Pop Verlag, Ludwigsburg 2007, ISBN 978-3-937139-36-4.[Anmerkung 2]
- VLAD, DER TODESFÜRST. Die Dracula-Korrektur. 2., neu bearbeitete und ergänzte Auflage. Pop Verlag, Ludwigsburg 2008. ISBN 978-3-937139-57-9.
- Transsylwahnien. Roman. Pop Verlag, Ludwigsburg 2014, ISBN 978-3-86356-090-4.

### Lyrik
- Grenzstreifen. Gedichte. Literaturverlag, Bukarest 1968.
- Weiße Gegend, fühlt die Gewalt in diesem Traum. Gedichte. Libri, Norderstedt 2000, ISBN 3-935284-13-6 (EA 1981).
- Aufbäumen. Gedichte und ein Essay. Rowohlt, Reinbek 1991, ISBN 3-498-06241-7.
- Tunneleffekt. Gedichte. Mit einem Essay „Fragmente zu einer posthumen Poetik“. Druckhaus Galrev, Berlin 2000, ISBN 3-933149-22-3.
- Lippe Lust. Poesia erotica. Buch + Media, München 2000, ISBN 3-935284-25-X.
- Los. Reisegedichte Lyrikedition 2000, München 2002, ISBN 3-935877-59-5.
- Herbst Zeit Lose. Liebesgedichte. Lyrikedition 2000, München 2006, ISBN 3-86520-185-7.
- Settanta volte sete. Oltrelimite/Poesie. Siebzig mal Durst. Edition ETS 2006, ISBN 88-467-1455-5 (in deutscher und italienischer Sprache).
- Namen Los. Liebes- und Todesgedichte. Pop Verlag, Ludwigsburg 2007, ISBN 978-3-937139-30-2.
- Heimleuchten. Gedichte. Pop Verlag, Ludwigsburg 2009, ISBN 978-3-937139-77-7.
- Der Tod ist nicht bei Trost. Liebes- und Todesgedichte. Buch + Media, München 2010, ISBN 978-3-86906-117-7.
- Licht Blicke. Gedichte. Pop Verlag, Ludwigsburg 2012, ISBN 978-3-86356-044-7.
- EIN BUCHSTAB BLEIBT Auf grünem Zweig. Tagebuchgedichte und ein Essay. Pop Verlag, Ludwigsburg 2014, ISBN 978-3-86356-101-7.

### Sachbuch
- Visa. Ost-West Lektionen. Fischer, Frankfurt/M. 1970, ISBN 3-10-073201-4.
- Wenn die Dinge aus dem Namen fallen. Essay. Rowohlt, Reinbek 1991, ISBN 3-498-06264-6.
- Stehendes Ich in laufender Zeit. Reclam, Leipzig 1994, ISBN 3-379-01517-2.
- So nah, so fremd. Heimatlegenden; Prosa und Essay. AGK-Verlag, Dinklage 1995, ISBN 3-928389-13-0.
- Eine transsylvanische Reise. Ost-West-Passagen am Beispiel Rumäniens. Edition Köln, Köln 2004, ISBN 3-936791-08-2.
- Zeugen an der Grenze unserer Vorstellung. Studien, Essays, Portraits. KGS-Verlag, München 2005, ISBN 3-9809851-2-1.
- Mein Krebs Gang. Ein Überlebenstagebuch. Kann Liebe den Tod überwinden? 2008, ISBN 978-3-939845-69-0 (E-Book).
- Zwischen Himmel und Erde. Gibt es ein Leben nach dem Tod? 2. Auflage. BoD, Norderstedt 2010, ISBN 978-3-8391-3977-6.
- Der Tod und der Teufel. Materialien zu „Vlad, der Todesfürst. Die Dracula-Korrektur“. Pop Verlag, Ludwigsburg 2009, ISBN 978-3-937139-75-3.

### Herausgabe
- Transilvania mon amour. Siebenbürgische Elegien und Übersetzungen aus der Lyrik siebenbürgischer Kollegen. Zweisprachige Ausgabe Deutsch / Rumänisch. Hora-Verlag, Hermannstadt 2009, ISBN 978-973-8226-82-1.